# Carcinops lauta
Carcinops lauta är en skalbaggsart som beskrevs av Zimmermann in J. L. Leconte 1869. Carcinops lauta ingår i släktet Carcinops och familjen stumpbaggar. Inga underarter finns listade i Catalogue of Life.